# Jodenpoort (Maastricht)
De Jodenpoort, vroeger ook wel Augustijnenpoort, Kool- of Lage Kolenpoort, Box-, Bakker- of Luchterpoort genoemd, was een middeleeuwse stadspoort in de Nederlandse stad Maastricht. De poort was onderdeel van de eerste stadsmuur van Maastricht en was gelegen aan de oostzijde van de Jodenstraat langs de Maas. De oorspronkelijke poort dateerde waarschijnlijk uit de 13e eeuw, maar werd in de loop der eeuwen diverse malen vernieuwd. De poort werd in 1894 afgebroken.

## Geschiedenis

### Bouw eerste middeleeuwse stadsmuur
Over de bouwgeschiedenis van de oudste middeleeuwse stadsmuur van Maastricht bestaat geen duidelijkheid. In 1229 gaf de hertog van Brabant toestemming om een stenen muur om de stad te bouwen. Eerder was er al een aarden wal opgeworpen met daarop palissaden, maar deze was door de bisschop van Luik, medeheer van het tweeherige Maastricht, verwoest tijdens het Beleg van Maastricht (1204). Waarschijnlijk werd in 1229 begonnen met de bouw van stenen stadspoorten en waltorens, met elkaar verbonden door aarden wallen die in de loop van de 13e eeuw geleidelijk versteend werden. De nieuwe muur op de linker Maasoever bestond uit kolenzandsteen, strekte zich uit over een lengte van ongeveer 2,4 kilometer, was 6 à 8 meter hoog en had in totaal dertien stadspoorten, twee waterpoorten en een onbekend aantal muurtorens. Van de grotere poorten is alleen de Helpoort overgebleven.
De Jodenpoort werd misschien al omstreeks 1230 gebouwd, maar wordt pas voor het eerst genoemd in 1309 (als Boxpoort) in een schepenbrief van het kapittel van Sint-Servaas. De poort was onderdeel van de eerste middeleeuwse stadsmuur, die zich aan deze kant van de stad naar het noorden toe langs de Maas uitstrekte in de richting van de Molenpoort en de Veerlinxpoort en naar het zuiden toe in de richting van de Schuttenpoort en de Sint-Servaasbrug. Als secundaire stadspoort gaf de Jodenpoort vanaf de Jodenstraat toegang tot de Maaskade. De stadszijde van de poort lag enkele tientallen meters ten oosten van de Bokstraat (de huidige Kesselskade), naast het refugiehuis van de abdij van Val-Dieu.

### De Jodenpoort vanaf de 15e eeuw

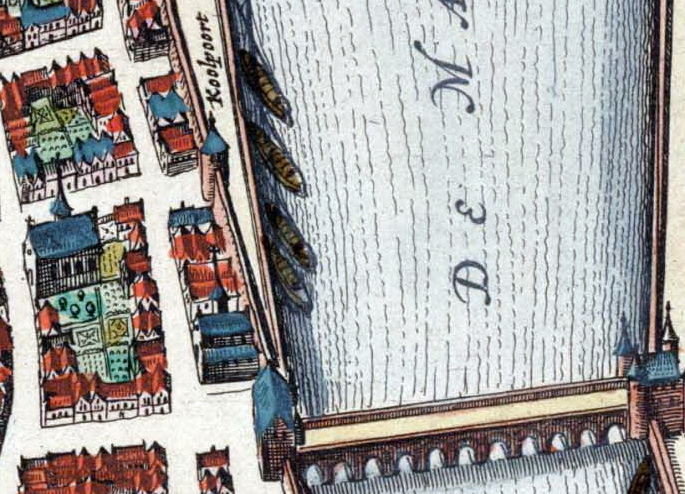
De Jodenpoort ('Koolpoort') aan de Maaskade (Atlas van Loon, 1652)

Na de ingebruikname van de tweede stadsomsluiting in 1380 fungeerde de eerste muur nog enkele eeuwen als reserveverdedigingslinie. Voor de Jodenpoort veranderde er in feite weinig, aangezien de oude stadsmuur langs de Maas, inclusief de bestaande poorten, onderdeel werd van de nieuwe enceinte (omsluiting). In 1442 werd de muur tussen de Jodenpoort en de Molenpoort hersteld, waarbij de kosten voor rekening van de achter de muur wonenden waren. In 1452 werd een poort in de Bokstraat, waarschijnlijk de Jodenpoort, versmald met het oog op de veiligheid. In 1633 werd de poort, die blijkbaar in verband met het beleg van 1632 was dichtgemetseld, weer opengebroken.

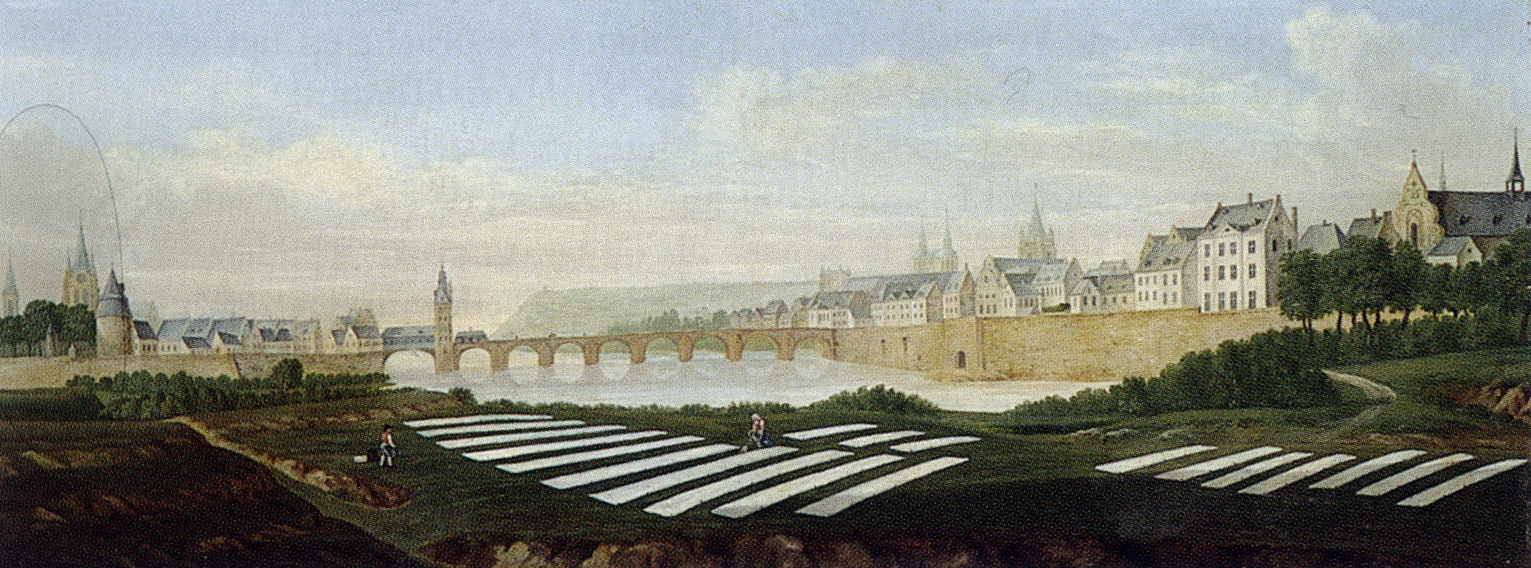
De stadsmuur langs de Maas vanaf het Sint-Antoniuseiland. Bij de brug het Jodenpoortje (G. van den Heuvel, 1793)

Over het uiterlijk van de Jodenpoort kan weinig met zekerheid gezegd worden. Op het stadspanorama van Simon de Bellomonte uit omstreeks 1570 is de Jodenpoort van de Maaszijde te zien als een eenvoudige poortopening in een zeer hoge muur, die ter plekke overbouwd is. De poort bevindt zich bijna op het niveau van het Maaswater, enkele meters onder het straatniveau, en zal waarschijnlijk via een inwendige trappartij vanuit de Bokstraat toegankelijk zijn geweest (vergelijkbaar met de Wycker Waterpoort). Op de plattegrond van Maastricht in de Atlas van Loon uit 1652, gebaseerd op oudere kaarten van Braun en Hogenberg, is de Jodenpoort ('Koolpoort') ingetekend als een ronde toren met een kegeldak, maar dat is vrijwel zeker incorrect.
Buiten de Jodenpoort bevond zich een loskade (Bat of Battjen), waar schepen konden aanleggen. In de 18e eeuw werd vanaf deze kade een geregelde verbinding over de Maas met Roermond onderhouden. De naam Kool- of Kolenpoort is waarschijnlijk ontleend aan de steenkool die hier vanuit het Luikerland werd aangevoerd. Op het stadspanorama van Bellomonte wordt de naam Porta Carbonaria inferior (Lage Kolenpoort) vermeld, ter onderscheiding van de Onze-Lieve-Vrouwepoort, de Porta Carbonaria superior. Bij die poort lag ook het Koolbat. Enigszins verwarrend werd ook de Wycker Waterpoort Koolpoort genoemd.

### Sloop stadspoorten en ontmanteling vesting

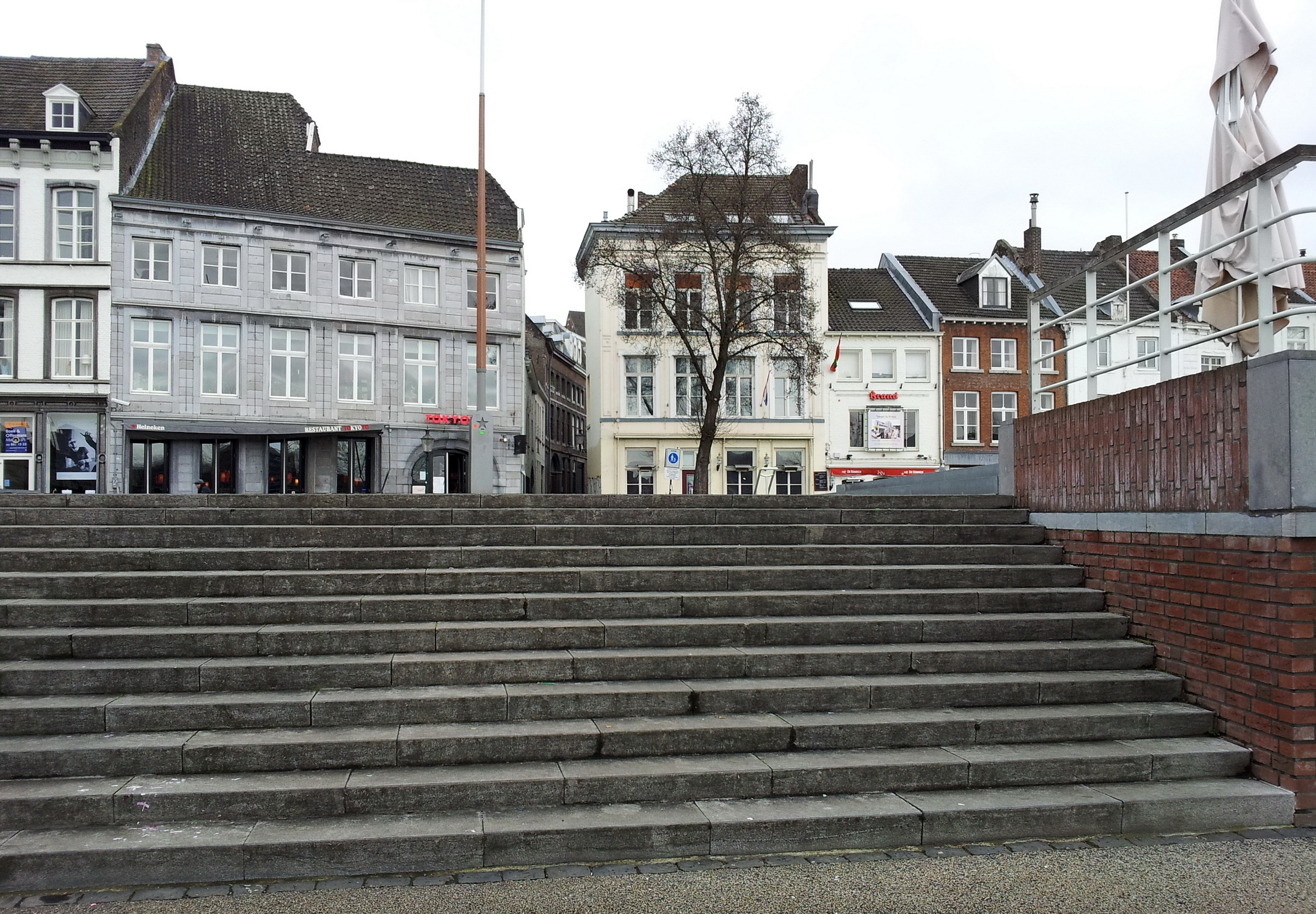
Locatie van de Jodenpoort op de tegenwoordige Maaspromenade

In het midden van de 17e eeuw luidde de afbraak van de Leugenpoort en de Gevangenpoort op de Houtmarkt (voor de bouw van het Stadhuis van Maastricht) de teloorgang van de eerste stadsmuur in. Al eerder was de Veerlinxpoort wegens bouwvalligheid gesloopt. In de loop van de 18e eeuw verdwenen ook de meeste andere poorten van de eerste stadsomsluiting: in 1734 de Tweebergenpoort, de Lenculenpoort en de Minderbroederspoort, in 1772 de Looierspoort.
Door de aanleg van het Kanaal Luik-Maastricht in 1845-1850 verdwenen grote delen van de stadsmuur langs de Maas, inclusief de Batpoort en de Molenpoort. De Jodenpoort bleef aanvankelijk gespaard, maar kwam door de aanleg van het kanaal geïsoleerd te liggen, waardoor ze in feite geen functie meer had en op den duur gedoemd was te verdwijnen.
Na de opheffing van de vestingstatus van Maastricht in 1867 werd de vesting in opdracht van het Ministerie van Oorlog ontmanteld, waarna de gronden werden overgedragen aan de Dienst der Registratie en Domeinen voor verdere sloop en herbestemming. De overgebleven stadspoorten van Maastricht, die onder de zeggenschap van het gemeentebestuur vielen, werden tussen 1867 en 1870 als eerste afgebroken. De afbraak van de stadsmuren ging nog door tot begin 20e eeuw. Door toedoen van Victor de Stuers en anderen bleven hier en daar delen van de eerste en tweede omsluiting gespaard, zoals de Helpoort. In 1894 werd de muur langs de Maas tussen het Bassin en de Sint-Servaasbrug afgebroken, waarbij ook de Jodenpoort onder de slopershamer viel. De afbraak van de poort is niet gedocumenteerd.

## Cultuurhistorisch erfgoed
Van de Jodenpoort is niets meer over. Er bestaat geen enkele nauwkeurige tekening van de poort die op deze plek zes eeuwen lang het stadsgezicht bepaalde. Ondanks het feit dat dit de laatst gesloopte poort in Maastricht was, hebben bij de afbraak omstreeks 1895 geen opgravingen of opmetingen plaatsgevonden. Ook de stadsmuur langs de Maas is in dit gedeelte van de stad geheel verdwenen. Bij werkzaamheden voor de ondertunneling van de Maasboulevard omstreeks 2002 werden restanten van het Mariapoortje, een poterne aan het einde van de Mariastraat, gevonden en verwijderd. In de omgeving bevinden zich nog enige restanten van de stadsmuur achter de huizen aan de Kleine Gracht en, verder naar het zuiden, langs de Onze Lieve Vrouwewal.